# Koszykówka 3×3 na Letnich Igrzyskach Olimpijskich 2024 – turniej mężczyzn
Turniej mężczyzn w koszykówce 3x3 na Letnich Igrzyskach Olimpijskich 2024 odbędzie się w dniach 30 lipca – 5 sierpnia 2024. Mistrzostwa olimpijskiego broni reprezentacja Łotwy. Spotkania rozgrywane będą na Place de la Concorde w Paryżu.

## Zakwalifikowane reprezentacje
Kwalifikację do turnieju podczas Letnich Igrzyskach Olimpijskich 2024 uzyskały trzy najwyżej sklasyfikowane reprezentacje w rankingu FIBA z dnia 1 listopada 2023. Miejsce dla gospodarza zostało wykorzystane przez francuską reprezentację kobiet, która była wyżej sklasyfikowana w rankingu FIBA, więc drużyna mężczyzn brała udział w kwalifikacjach. Pozostałe reprezentacje mogły wywalczyć awans w turniejach kwalifikacyjnych:
- W 1. turnieju kwalifikacyjnym (8 uczestników) wzięły udział: reprezentacja Hongkongu (jako gospodarz turnieju) oraz siedem innych reprezentacji wyłonionych na podstawie rankingu FIBA. W zawodach nie mogły wziąć udział reprezentacje, które grały w turnieju koszykówki 5×5 podczas dwóch poprzednich igrzysk olimpijskich (zarówno w turnieju mężczyzn, jak i kobiet). W tym turnieju kwalifikacyjnym nie mogło również zagrać więcej, niż 4 reprezentacje z tej samej strefy kontynentalnej;
- W 2. turnieju kwalifikacyjnym (8 uczestników) wzięły udział: reprezentacja Japonii (jako gospodarz turnieju kwalifikacyjnego), reprezentacja Francji (gospodarz Igrzysk), najwyżej sklasyfikowane reprezentacje w mistrzostwach poszczególnych czterech stref kontynentalnych w 2023 oraz dwie najwyżej sklasyfikowane drużyny (które jeszcze nie uzyskały awansu) Mistrzostw Świata 2023;
- Do gry w 3. turnieju kwalifikacyjnym (16 uczestników) uprawnione były: reprezentacja Węgier (gospodarz turnieju), reprezentacja Francji (jeśli jeszcze nie uzyskała kwalifikacji) oraz minimum czternaście najwyżej sklasyfikowanych reprezentacji w rankingu FIBA, które nie uzyskały jeszcze awansu.

| Zawody                           | Data                | Miejsce    | Reprezentacja     |
| -------------------------------- | ------------------- | ---------- | ----------------- |
| Gospodarz                        | –                   | –          | –                 |
| Ranking FIBA 3×3                 | 1 listopada 2023    | –          | Serbia            |
| Ranking FIBA 3×3                 | 1 listopada 2023    | –          | Stany Zjednoczone |
| Ranking FIBA 3×3                 | 1 listopada 2023    | –          | Chiny             |
| Światowe turnieje kwalifikacyjne | 12–14 kwietnia 2024 | Hongkong   | Łotwa             |
| Światowe turnieje kwalifikacyjne | 3–5 maja 2024       | Utsunomiya | Holandia          |
| Światowe turnieje kwalifikacyjne | 16–19 maja 2024     | Debreczyn  | Francja           |
| Światowe turnieje kwalifikacyjne | 16–19 maja 2024     | Debreczyn  | Litwa             |
| Światowe turnieje kwalifikacyjne | 16–19 maja 2024     | Debreczyn  | Polska            |

### Reprezentacje grające w turniejach kwalifikacyjnych
| Sposób kwalifikacji                  | Sposób kwalifikacji                | Ilość miejsc                       | Reprezentacja                      |
| Turniej kwalifikacyjny w Hongkongu   | Turniej kwalifikacyjny w Hongkongu | Turniej kwalifikacyjny w Hongkongu | Turniej kwalifikacyjny w Hongkongu |
| ------------------------------------ | ---------------------------------- | ---------------------------------- | ---------------------------------- |
| Gospodarz                            | Gospodarz                          | 1                                  | Hongkong                           |
| Ranking FIBA 3×3                     | Ranking FIBA 3×3                   | 7                                  | Holandia                           |
| Ranking FIBA 3×3                     | Ranking FIBA 3×3                   | 7                                  | Mongolia                           |
| Ranking FIBA 3×3                     | Ranking FIBA 3×3                   | 7                                  | Łotwa                              |
| Ranking FIBA 3×3                     | Ranking FIBA 3×3                   | 7                                  | Australia                          |
| Ranking FIBA 3×3                     | Ranking FIBA 3×3                   | 7                                  | Szwajcaria                         |
| Ranking FIBA 3×3                     | Ranking FIBA 3×3                   | 7                                  | Egipt                              |
| Ranking FIBA 3×3                     | Ranking FIBA 3×3                   | 7                                  | Nowa Zelandia                      |
| Turniej kwalifikacyjny w Utsunomiya  |                                    |                                    |                                    |
| Gospodarz                            | Gospodarz                          | 1                                  | Japonia                            |
| Gospodarz IO                         | Gospodarz IO                       | 1                                  | Francja                            |
| Mistrzostwa kontynentalne            | Afryka                             | 1                                  | Egipt                              |
| Mistrzostwa kontynentalne            | Ameryka                            | 1                                  | Portoryko                          |
| Mistrzostwa kontynentalne            | Azja i Oceania                     | 1                                  | Mongolia                           |
| Mistrzostwa kontynentalne            | Europa                             | 1                                  | Litwa                              |
| Mistrzostwa Świata 2023              | Mistrzostwa Świata 2023            | 2                                  | Brazylia                           |
| Mistrzostwa Świata 2023              | Mistrzostwa Świata 2023            | 2                                  | Holandia                           |
| Turniej kwalifikacyjny w Debreczynie |                                    |                                    |                                    |
| Gospodarz                            | Gospodarz                          | 1                                  | Węgry                              |
| Ranking FIBA 3×3                     | Ranking FIBA 3×3                   | 15                                 | Egipt                              |
| Ranking FIBA 3×3                     | Ranking FIBA 3×3                   | 15                                 | Francja                            |
| Ranking FIBA 3×3                     | Ranking FIBA 3×3                   | 15                                 | Madagaskar                         |
| Ranking FIBA 3×3                     | Ranking FIBA 3×3                   | 15                                 | Portoryko                          |
| Ranking FIBA 3×3                     | Ranking FIBA 3×3                   | 15                                 | Kanada                             |
| Ranking FIBA 3×3                     | Ranking FIBA 3×3                   | 15                                 | Mongolia                           |
| Ranking FIBA 3×3                     | Ranking FIBA 3×3                   | 15                                 | Japonia                            |
| Ranking FIBA 3×3                     | Ranking FIBA 3×3                   | 15                                 | Litwa                              |
| Ranking FIBA 3×3                     | Ranking FIBA 3×3                   | 15                                 | Belgia                             |
| Ranking FIBA 3×3                     | Ranking FIBA 3×3                   | 15                                 | Australia                          |
| Ranking FIBA 3×3                     | Ranking FIBA 3×3                   | 15                                 | Szwajcaria                         |
| Ranking FIBA 3×3                     | Ranking FIBA 3×3                   | 15                                 | Niemcy                             |
| Ranking FIBA 3×3                     | Ranking FIBA 3×3                   | 15                                 | Polska                             |
| Ranking FIBA 3×3                     | Ranking FIBA 3×3                   | 15                                 | Hiszpania                          |
| Ranking FIBA 3×3                     | Ranking FIBA 3×3                   | 15                                 | Izrael                             |

## System rozgrywek
Faza grupowa rozegrana zostanie w systemie kołowym (każdy z każdym). Do fazy play-off awansuje sześć najlepszych reprezentacji, z czego dwie najwyżej sklasyfikowane uzyskają awans bezpośrednio do półfinałów, a cztery kolejne do ćwierćfinałów. Zwycięzcy półfinałów zagrają mecz o mistrzostwo olimpijskie w finale, a przegrani mecz o brązowy medal.

## Sędziowie
Na turniej zostało powołanych 11 sędziów z 10 państw.
- Shi Qirong
- Najib Chajiddine
- Edmond Ho
- Brigitta Csabai-Kaskötő
- Marek Maliszewski
- Vlad Ghizdareanu
- Jasmina Juras
- Kim Ga-in
- Eric Bertrand
- Markos Michaelides
- Deanna Jackson

## Faza grupowa
O kolejności w grupie decydują określone kryteria:
1. Liczba wygranych meczów;
2. Bilans w meczach bezpośrednich;
3. Zdobyte punkty.

Uwaga: W poniższym terminarzu turnieju podano CEST.
| Lp. | Drużyna           | M | Z | P | P+  | P–  | +/– | Kwalifikacja |
| --- | ----------------- | - | - | - | --- | --- | --- | ------------ |
| 1   | Łotwa             | 7 | 7 | 0 | 147 | 103 | +44 | Półfinały    |
| 2   | Holandia          | 7 | 5 | 2 | 133 | 112 | +21 | Półfinały    |
| 3   | Litwa             | 7 | 4 | 3 | 134 | 125 | +9  | Ćwierćfinały |
| 4   | Serbia            | 7 | 4 | 3 | 129 | 123 | +6  | Ćwierćfinały |
| 5   | Francja (H)       | 7 | 3 | 4 | 131 | 132 | −1  | Ćwierćfinały |
| 6   | Polska            | 7 | 2 | 5 | 116 | 139 | −23 | Ćwierćfinały |
| 7   | Stany Zjednoczone | 7 | 2 | 5 | 116 | 138 | −22 |              |
| 8   | Chiny             | 7 | 1 | 6 | 107 | 138 | −31 |              |

| 30 lipca 202418:35 | Łotwa         | 21:14 | Litwa        | Place de la Concorde, Paryż Sędzia: Marek Maliszewski Jasmina Juras |
| 30 lipca 202418:35 | Pkt:Pukelis 8 | 21:14 | Pkt:Miezis 7 | Place de la Concorde, Paryż Sędzia: Marek Maliszewski Jasmina Juras |

| 30 lipca 202419:05 | Chiny       | 16:21 | Holandia      | Place de la Concorde, Paryż Sędzia: Markos Michaelides Najib Chajiddine |
| 30 lipca 202419:05 | Pkt:Zhang 7 | 16:21 | Pkt:de Jong 9 | Place de la Concorde, Paryż Sędzia: Markos Michaelides Najib Chajiddine |

| 30 lipca 202422:05 | Polska                  | 19:21 | Francja          | Place de la Concorde, Paryż Sędzia: Brigitta Csabai-Kaskötő Vlad Ghizdareanu |
| 30 lipca 202422:05 | Pkt:Bogucki, Zamojski 6 | 19:21 | Pkt:Dussoulier 9 | Place de la Concorde, Paryż Sędzia: Brigitta Csabai-Kaskötő Vlad Ghizdareanu |

| 30 lipca 202422:35 | Serbia          | 22:14 | Stany Zjednoczone | Place de la Concorde, Paryż Sędzia: Vlad Ghizdareanu Edmond Ho |
| 30 lipca 202422:35 | Pkt:Branković 8 | 22:14 | Pkt:Maddox 6      | Place de la Concorde, Paryż Sędzia: Vlad Ghizdareanu Edmond Ho |

| 31 lipca 202418:35 | Łotwa          | 21:12 | Holandia      | Place de la Concorde, Paryż Sędzia: Brigitta Csabai-Kaskötő Deanna Jackson |
| 31 lipca 202418:35 | Pkt:Lasmanis 8 | 21:12 | Pkt:de Jong 7 | Place de la Concorde, Paryż Sędzia: Brigitta Csabai-Kaskötő Deanna Jackson |

| 31 lipca 202419:05 | Serbia            | 15:21 | Chiny        | Place de la Concorde, Paryż Sędzia: Markos Michaelides Dorothy Okatch |
| 31 lipca 202419:05 | Pkt:Majstorović 7 | 15:21 | Pkt:Zhang 11 | Place de la Concorde, Paryż Sędzia: Markos Michaelides Dorothy Okatch |

| 31 lipca 202422:05 | Litwa                   | 20:21 | Francja       | Place de la Concorde, Paryż Sędzia: Edmond Ho Shi Qirong |
| 31 lipca 202422:05 | Pkt:Džiaugys, Pukelis 7 | 20:21 | Pkt:Rambaut 9 | Place de la Concorde, Paryż Sędzia: Edmond Ho Shi Qirong |

| 31 lipca 202422:35 | Stany Zjednoczone   | 17:19 | Polska        | Place de la Concorde, Paryż Sędzia: Jasmina Juras Vlad Ghizdareanu |
| 31 lipca 202422:35 | Pkt:Barry, Travis 6 | 17:19 | Pkt:Bogucki 7 | Place de la Concorde, Paryż Sędzia: Jasmina Juras Vlad Ghizdareanu |

| 1 sierpnia 202410:05 | Holandia                     | 19:21 | Serbia          | Place de la Concorde, Paryż Sędzia: Markos Michaelides Brigitta Csabai-Kaskötő |
| 1 sierpnia 202410:05 | Pkt:Van der Horst, De Jong 8 | 19:21 | Pkt:Branković 9 | Place de la Concorde, Paryż Sędzia: Markos Michaelides Brigitta Csabai-Kaskötő |

| 1 sierpnia 202410:35 | Chiny       | 8:22 | Łotwa       | Place de la Concorde, Paryż Sędzia: Deanna Jackson Jasmina Juras |
| 1 sierpnia 202410:35 | Pkt:Zhang 6 | 8:22 | Pkt:Lācis 8 | Place de la Concorde, Paryż Sędzia: Deanna Jackson Jasmina Juras |

| 1 sierpnia 202413:25 | Polska          | 12:21 | Litwa         | Place de la Concorde, Paryż Sędzia: Markos Michaelides Deanna Jackson |
| 1 sierpnia 202413:25 | Pkt:Džiaugys 10 | 12:21 | Pkt:Bogucki 6 | Place de la Concorde, Paryż Sędzia: Markos Michaelides Deanna Jackson |

| 1 sierpnia 202414:05 | Holandia            | 20:13 | Francja          | Place de la Concorde, Paryż Sędzia: Jasmina Juras Brigitta Csabai-Kaskötő |
| 1 sierpnia 202414:05 | Pkt:Van der Horst 8 | 20:13 | Pkt:Dussoulier 6 | Place de la Concorde, Paryż Sędzia: Jasmina Juras Brigitta Csabai-Kaskötő |

| 1 sierpnia 202419:05 | Litwa       | 20:18 | Stany Zjednoczone | Place de la Concorde, Paryż Sędzia: Edmond Ho Najib Chajiddine |
| 1 sierpnia 202419:05 | Pkt:Barry 9 | 20:18 | Pkt:Pukelis 7     | Place de la Concorde, Paryż Sędzia: Edmond Ho Najib Chajiddine |

| 1 sierpnia 202419:35 | Chiny       | 17:22 | Polska         | Place de la Concorde, Paryż Sędzia: Najib Chajiddine Vlad Ghizdareanu |
| 1 sierpnia 202419:35 | Pkt:Zhang 9 | 17:22 | Pkt:Zamojski 9 | Place de la Concorde, Paryż Sędzia: Najib Chajiddine Vlad Ghizdareanu |

| 1 sierpnia 202422:35 | Serbia            | 19:16 | Francja       | Place de la Concorde, Paryż Sędzia: Edmond Ho Marek Maliszewski |
| 1 sierpnia 202422:35 | Pkt:Majstorović 9 | 19:16 | Pkt:Seguela 7 | Place de la Concorde, Paryż Sędzia: Edmond Ho Marek Maliszewski |

| 1 sierpnia 202423:05 | Stany Zjednoczone | 19:21 | Łotwa         | Place de la Concorde, Paryż Sędzia: Najib Chajiddine Vlad Ghizdareanu |
| 1 sierpnia 202423:05 | Pkt:Barry 10      | 19:21 | Pkt:Miezis 10 | Place de la Concorde, Paryż Sędzia: Najib Chajiddine Vlad Ghizdareanu |

| 2 sierpnia 202410:05 | Litwa          | 21:16 | Chiny      | Place de la Concorde, Paryż Sędzia: Marek Maliszewski Brigitta Csabai-Kaskötő |
| 2 sierpnia 202410:05 | Pkt:Džiaugys 9 | 21:16 | Pkt:Zhao 6 | Place de la Concorde, Paryż Sędzia: Marek Maliszewski Brigitta Csabai-Kaskötő |

| 2 sierpnia 202410:35 | Polska         | 17:21 | Holandia                | Place de la Concorde, Paryż Sędzia: Deanna Jackson Jasmina Juras |
| 2 sierpnia 202410:35 | Pkt:Zamojski 8 | 17:21 | Pkt:trzech zawodników 6 | Place de la Concorde, Paryż Sędzia: Deanna Jackson Jasmina Juras |

| 2 sierpnia 202413:25 | Holandia      | 19:18 | Litwa         | Place de la Concorde, Paryż Sędzia: Deanna Jackson Jasmina Juras |
| 2 sierpnia 202413:25 | Pkt:De Jong 6 | 19:18 | Pkt:Pukelis 7 | Place de la Concorde, Paryż Sędzia: Deanna Jackson Jasmina Juras |

| 2 sierpnia 202414:05 | Francja        | 20:22 | Łotwa         | Place de la Concorde, Paryż Sędzia: Brigitta Csabai-Kaskötő Marek Maliszewski |
| 2 sierpnia 202414:05 | Pkt:Seguela 10 | 20:22 | Pkt:Miezis 10 | Place de la Concorde, Paryż Sędzia: Brigitta Csabai-Kaskötő Marek Maliszewski |

| 2 sierpnia 202418:35 | Francja       | 19:21 | Stany Zjednoczone | Place de la Concorde, Paryż Sędzia: Shi Qirong Edmond Ho |
| 2 sierpnia 202418:35 | Pkt:Seguela 7 | 19:21 | Pkt:Barry 16      | Place de la Concorde, Paryż Sędzia: Shi Qirong Edmond Ho |

| 2 sierpnia 202419:05 | Łotwa                 | 21:14 | Serbia            | Place de la Concorde, Paryż Sędzia: Markos Michaelides Vlad Ghizdareanu |
| 2 sierpnia 202419:05 | Pkt:Lācis, Lasmanis 8 | 21:14 | Pkt:Majstorović 7 | Place de la Concorde, Paryż Sędzia: Markos Michaelides Vlad Ghizdareanu |

| 2 sierpnia 202422:05 | Serbia            | 21:12 | Polska        | Place de la Concorde, Paryż Sędzia: Edmond Ho Najib Chajiddine |
| 2 sierpnia 202422:05 | Pkt:Majstorović 7 | 21:12 | Pkt:Bogucki 6 | Place de la Concorde, Paryż Sędzia: Edmond Ho Najib Chajiddine |

| 2 sierpnia 202422:35 | Chiny      | 17:21 | Stany Zjednoczone | Place de la Concorde, Paryż Sędzia: Kim Ga-in Vlad Ghizdareanu |
| 2 sierpnia 202422:35 | Pkt:Zhao 9 | 17:21 | Pkt:Barry 14      | Place de la Concorde, Paryż Sędzia: Kim Ga-in Vlad Ghizdareanu |

| 4 sierpnia 202417:30 | Francja                   | 21:12 | Chiny       | Place de la Concorde, Paryż Sędzia: Jasmina Juras Vlad Ghizdareanu |
| 4 sierpnia 202417:30 | Pkt:Dussoulier, Rambaut 6 | 21:12 | Pkt:Zhang 4 | Place de la Concorde, Paryż Sędzia: Jasmina Juras Vlad Ghizdareanu |

| 4 sierpnia 202418:00 | Polska           | 16:22 | Łotwa         | Place de la Concorde, Paryż Sędzia: Brigitta Csabai-Kaskötő Edmond Ho |
| 4 sierpnia 202418:00 | Pkt:Sokołowski 6 | 16:22 | Pkt:Miezis 13 | Place de la Concorde, Paryż Sędzia: Brigitta Csabai-Kaskötő Edmond Ho |

| 4 sierpnia 202418:35 | Litwa          | 20:18 | Serbia             | Place de la Concorde, Paryż Sędzia: Markos Michaelides Vlad Ghizdareanu |
| 4 sierpnia 202418:35 | Pkt:Pukelis 10 | 20:18 | Pkt:Majstorović 10 | Place de la Concorde, Paryż Sędzia: Markos Michaelides Vlad Ghizdareanu |

| 4 sierpnia 202419:05 | Stany Zjednoczone   | 6:21 | Holandia        | Place de la Concorde, Paryż Sędzia: Edmond Ho Vlad Ghizdareanu |
| 4 sierpnia 202419:05 | Pkt:Trzech graczy 2 | 6:21 | Pkt: de Jong 11 | Place de la Concorde, Paryż Sędzia: Edmond Ho Vlad Ghizdareanu |

## Faza pucharowa
|  |              |              |              |            |       |           |           |            |                   |                   |                   |       |       |
|  | Faza play-in | Faza play-in | Faza play-in |            |       | Półfinały | Półfinały | Półfinały  |                   |                   | Finał             | Finał | Finał |
|  | Faza play-in | Faza play-in | Faza play-in |            |       | Półfinały | Półfinały | Półfinały  |                   |                   | Finał             | Finał | Finał |
|  | 4 sierpnia   |              |              |            |       |           |           |            |                   |                   |                   |       |       |
|  |              |              |              |            |       |           |           |            |                   |                   |                   |       |       |
|  | Serbia       | Serbia       | 19           |            |       |           |           |            |                   |                   |                   |       |       |
|  | Serbia       | Serbia       | 19           | 5 sierpnia |       |           |           |            |                   |                   |                   |       |       |
|  | Francja      | Francja      | 22           |            |       |           |           |            |                   |                   |                   |       |       |
|  | Francja      | Francja      | 22           |            |       | Łotwa     | Łotwa     | 14         |                   |                   |                   |       |       |
|  |              |              |              |            |       | Łotwa     | Łotwa     | 14         |                   |                   |                   |       |       |
|  |              |              | Francja      | Francja    | 21    |           |           |            |                   |                   |                   |       |       |
|  |              |              |              | Francja    | 21    |           |           |            |                   |                   |                   |       |       |
|  |              |              |              | 5 sierpnia |       |           |           |            |                   |                   |                   |       |       |
|  |              |              |              |            |       |           |           |            |                   |                   |                   |       |       |
|  | Francja      | Francja      | 17           |            |       |           |           |            |                   |                   |                   |       |       |
|  | Francja      | Francja      | 17           | 4 sierpnia |       |           |           |            |                   |                   |                   |       |       |
|  |              |              | Holandia     | Holandia   | 18    |           |           |            |                   |                   |                   |       |       |
|  | Litwa        | Litwa        | Holandia     | Holandia   | 18    | 21        |           |            |                   |                   |                   |       |       |
|  | Litwa        | Litwa        | 5 sierpnia   |            |       | 21        |           |            |                   |                   |                   |       |       |
|  | Polska       | Polska       | 15           |            |       |           |           |            |                   |                   |                   |       |       |
|  | Polska       | Polska       | 15           |            |       | Holandia  | Holandia  | 20         | Mecz o 3. miejsce | Mecz o 3. miejsce | Mecz o 3. miejsce |       |       |
|  |              |              |              |            |       | Holandia  | Holandia  | 20         | Mecz o 3. miejsce | Mecz o 3. miejsce | Mecz o 3. miejsce |       |       |
|  |              |              | Litwa        | Litwa      | 9     |           |           | 5 sierpnia | 5 sierpnia        | 5 sierpnia        |                   |       |       |
|  |              |              |              | Litwa      | 9     |           |           | 5 sierpnia | 5 sierpnia        | 5 sierpnia        |                   |       |       |
|  |              |              |              | Łotwa      | Łotwa | 18        |           |            |                   |                   |                   |       |       |
|  |              |              |              | Łotwa      | Łotwa | 18        |           |            |                   |                   |                   |       |       |
|  | Litwa        | Litwa        | 21           |            |       |           |           |            |                   |                   |                   |       |       |
|  | Litwa        | Litwa        | 21           |            |       |           |           |            |                   |                   |                   |       |       |
|  |              |              |              |            |       |           |           |            |                   |                   |                   |       |       |

### Faza play-in
| 4 sierpnia 202421:30 | Litwa                    | 21:15 | Polska           | Place de la Concorde, Paryż Sędzia: Jasmina Juras Najib Chajiddine |
| 4 sierpnia 202421:30 | Pkt:Džiaugys, Vingelis 9 | 21:15 | Pkt:Sokołowski 7 | Place de la Concorde, Paryż Sędzia: Jasmina Juras Najib Chajiddine |

| 4 sierpnia 202422:05 | Serbia         | 19:22 | Francja | Place de la Concorde, Paryż Sędzia: Vlad Ghizdareanu Deanna Jackson |
| 4 sierpnia 202422:05 | Pkt:Stojačić 8 | 19:22 | Pkt:    | Place de la Concorde, Paryż Sędzia: Vlad Ghizdareanu Deanna Jackson |

### Połfinały
| 5 sierpnia 202418:00 | Holandia      | 20:9 | Litwa         | Place de la Concorde, Paryż Sędzia: Markos Michaelides Deanna Jackson |
| 5 sierpnia 202418:00 | Pkt:de Jong 8 | 20:9 | Pkt:Pukelis 4 | Place de la Concorde, Paryż Sędzia: Markos Michaelides Deanna Jackson |

| 5 sierpnia 202419:00 | Łotwa           | 14:21 | Francja           | Place de la Concorde, Paryż Sędzia: Brigitta Csabai-Kaskötő Edmond Ho |
| 5 sierpnia 202419:00 | Pkt:Lasmanis 11 | 14:21 | Pkt:Dussoulier 10 | Place de la Concorde, Paryż Sędzia: Brigitta Csabai-Kaskötő Edmond Ho |

### Mecz o 3. miejsce
| 5 sierpnia 202421:30 | Łotwa          | 18:21 | Litwa          | Place de la Concorde, Paryż Sędzia: Markos Michaelides Deanna Jackson |
| 5 sierpnia 202421:30 | Pkt:Lasmanis 9 | 18:21 | Pkt:Vingelis 8 | Place de la Concorde, Paryż Sędzia: Markos Michaelides Deanna Jackson |

### Finał
| 5 sierpnia 202422:30 | Francja                   | 17:18 (pd.) | Holandia      | Place de la Concorde, Paryż Sędzia: Vlad Ghizdareanu Jasmina Juras |
| 5 sierpnia 202422:30 | Pkt:Dussoulier, Seguela 5 | 17:18 (pd.) | Pkt:de Jong 7 | Place de la Concorde, Paryż Sędzia: Vlad Ghizdareanu Jasmina Juras |